# Leptomithrax garricki
Leptomithrax garricki är en kräftdjursart som beskrevs av Griffin 1966. Leptomithrax garricki ingår i släktet Leptomithrax och familjen maskeringskrabbor. Inga underarter finns listade i Catalogue of Life.